# 《哥吉拉-1.0》獲獎與提名列表
《哥吉拉-1.0》（日语：ゴジラ-1.0）是一部2023年日本怪獸電影，是哥吉拉系列的第30部電影。也是東寶的第33部哥吉拉電影及該系列於令和時代的第五部電影。該電影由山崎貴執導、編劇並負責視覺特效。東寶工作室和ROBOT製作，由東寶發行，其電影的主要演員包括神木隆之介、濱邊美波、山田裕貴、青木崇高、吉岡秀隆、安藤櫻及佐佐木藏之介等人。
該電影於2023年10月18日在東京新宿東寶大廈舉行全球首映，並於11月3日在日本上映，隔月由東寶國際在美國影院發行。《哥吉拉-1.0》的票房收入超出預期，預估預算為10-1500萬美元，收入超過1億美元，成為有史以來票房最高，由日本製作的哥吉拉電影。並獲得了廣泛的好評，特別是對其導演、劇本、視覺效果、表演、樂譜和社會評論的讚揚。評論聚合網站爛番茄調查了168條評論，獲得98%的正面評論。
《哥吉拉-1.0》榮獲無數獎項，包括第96屆奧斯卡金像獎最佳視覺效果，成為該系列中第一部獲得奧斯卡金像獎的電影。另外也在日本電影學院獎獲得8項獎項。

## 榮譽
| 獎項                     | 日期           | 類別                       | 提名者                                 | 結果 | 參考               |
| ------------------------ | -------------- | -------------------------- | -------------------------------------- | ---- | ------------------ |
| 奧斯汀影評人協會         | 2024年1月10日  | 最佳影片                   | 《哥吉拉-1.0》                         | 獲獎 | [ 11 ]             |
| 奧斯汀影評人協會         | 2024年1月10日  | 最佳國際電影               | 《哥吉拉-1.0》                         | 獲獎 | [ 11 ]             |
| 第36屆芝加哥影評人協會獎 | 2023年12月12日 | 最佳視覺效果               | 《哥吉拉-1.0》                         | 獲獎 | [ 12 ] [ 13 ]      |
| 第36屆芝加哥影評人協會獎 | 2023年12月12日 | 最佳外語片                 | 《哥吉拉-1.0》                         | 提名 | [ 12 ] [ 13 ]      |
| 哥倫布影評人協會         | 2024年1月4日   | 最佳影片                   | 《哥吉拉-1.0》                         | 提名 | [ 14 ]             |
| 哥倫布影評人協會         | 2024年1月4日   | 最佳外語片                 | 《哥吉拉-1.0》                         | 提名 | [ 14 ]             |
| 哥倫布影評人協會         | 2024年1月4日   | 最佳配樂                   | 佐藤直紀                               | 提名 | [ 14 ]             |
| 廣播影評人協會獎         | 2024年1月14日  | 最佳外語片                 | 《哥吉拉-1.0》                         | 提名 | [ 15 ]             |
| 丹佛影評人協會           | 2024年1月12日  | 最佳科幻/恐怖片            | 《哥吉拉-1.0》                         | 獲獎 | [ 16 ]             |
| 丹佛影評人協會           | 2024年1月12日  | 最佳視覺效果               | 《哥吉拉-1.0》                         | 提名 | [ 16 ]             |
| 丹佛影評人協會           | 2024年1月12日  | 最佳非英語長片             | 《哥吉拉-1.0》                         | 獲獎 | [ 16 ]             |
| 討論影評人獎             | 2024年1月6日   | 最佳國際電影               | 《哥吉拉-1.0》                         | 亞軍 | [ 17 ]             |
| 討論影評人獎             | 2024年1月6日   | 最佳視覺效果               | 《哥吉拉-1.0》                         | 獲獎 | [ 17 ]             |
| 佛羅里達影評人協會       | 2023年12月21日 | 最佳視覺效果               | 《哥吉拉-1.0》                         | 獲獎 | [ 18 ]             |
| 佛羅里達影評人協會       | 2023年12月21日 | 最佳外語片                 | 《哥吉拉-1.0》                         | 提名 | [ 19 ]             |
| 喬治亞影評人協會         | 2024年1月5日   | 最佳影片                   | 《哥吉拉-1.0》                         | 提名 | [ 20 ] [ 21 ]      |
| 喬治亞影評人協會         | 2024年1月5日   | 最佳國際電影               | 《哥吉拉-1.0》                         | 獲獎 | [ 20 ] [ 21 ]      |
| 大紐約西區影評人協會獎   | 2024年1月2日   | 最佳外語片                 | 《哥吉拉-1.0》                         | 提名 | [ 22 ]             |
| 報知電影獎               | 2023年12月11日 | 最佳影片                   | 《哥吉拉-1.0》                         | 提名 | [ 23 ]             |
| 報知電影獎               | 2023年12月11日 | 最佳導演                   | 山崎貴                                 | 獲獎 | [ 24 ]             |
| 報知電影獎               | 2023年12月11日 | 最佳男主角                 | 神木隆之介                             | 提名 | [ 23 ]             |
| 報知電影獎               | 2023年12月11日 | 最佳女配角                 | 濱邊美波                               | 提名 | [ 23 ]             |
| 印第安納電影記者協會獎   | 2023年12月18日 | 最佳影片                   | 《哥吉拉-1.0》                         | 提名 | [ 25 ]             |
| 印第安納電影記者協會獎   | 2023年12月18日 | 最佳外語片                 | 《哥吉拉-1.0》                         | 亚军 | [ 26 ]             |
| 印第安納電影記者協會獎   | 2023年12月18日 | 最佳配樂                   | 佐藤直紀                               | 提名 | [ 25 ]             |
| 拉斯維加斯影評人協會     | 2023年12月13日 | 最佳恐怖/科幻電影          | 《哥吉拉-1.0》                         | 獲獎 | [ 27 ]             |
| 拉斯維加斯影評人協會     | 2023年12月13日 | 最佳國際電影               | 《哥吉拉-1.0》                         | 獲獎 | [ 27 ]             |
| 拉斯維加斯影評人協會     | 2023年12月13日 | 最佳視覺效果               | 《哥吉拉-1.0》                         | 提名 | [ 27 ]             |
| 拉斯維加斯影評人協會     | 2023年12月13日 | 最佳動作片                 | 《哥吉拉-1.0》                         | 提名 | [ 27 ]             |
| 第36屆日刊體育電影大獎   | 2023年12月27日 | 石原雄二郎獎               | 《哥吉拉-1.0》                         | 提名 | [ 28 ]             |
| 第36屆日刊體育電影大獎   | 2023年12月27日 | 最佳女配角                 | 濱邊美波                               | 提名 | [ 28 ]             |
| 北卡羅來納州影評人協會獎 | 2024年1月3日   | 最佳劇情片                 | 《哥吉拉-1.0》                         | 提名 | [ 29 ] [ 30 ]      |
| 北卡羅來納州影評人協會獎 | 2024年1月3日   | 最佳外語片                 | 《哥吉拉-1.0》                         | 提名 | [ 29 ] [ 30 ]      |
| 北卡羅來納州影評人協會獎 | 2024年1月3日   | 最佳特效                   | 澀谷紀世子                             | 獲獎 | [ 29 ] [ 30 ]      |
| 費城影評人協會獎         | 2023年12月18日 | 菲利普牛排起司牛排獎       | 《哥吉拉-1.0》                         | 亚军 | [ 31 ]             |
| 鳳凰城評論家獎           | 2023年12月18日 | 最佳外語片                 | 《哥吉拉-1.0》                         | 提名 | [ 32 ]             |
| 波特蘭評論家協會獎       | 2024年1月15日  | 最佳非英語電影             | 《哥吉拉-1.0》                         | 提名 | [ 33 ]             |
| 波特蘭評論家協會獎       | 2024年1月15日  | 最佳科幻長片               | 《哥吉拉-1.0》                         | 獲獎 | [ 33 ]             |
| 波特蘭評論家協會獎       | 2024年1月15日  | 最佳視覺效果               | 《哥吉拉-1.0》                         | 提名 | [ 33 ]             |
| 波特蘭評論家協會獎       | 2024年1月15日  | 最佳特技或動作設計         | 《哥吉拉-1.0》                         | 提名 | [ 33 ]             |
| 聖地牙哥影評人協會       | 2023年12月19日 | 最佳外語片                 | 《哥吉拉-1.0》                         | 亚军 | [ 34 ]             |
| 聖地牙哥影評人協會       | 2023年12月19日 | 最佳視覺效果               | 《哥吉拉-1.0》                         | 獲獎 | [ 34 ]             |
| 聖地牙哥影評人協會       | 2023年12月19日 | 最佳音響設計               | 《哥吉拉-1.0》                         | 提名 | [ 34 ]             |
| 西雅圖影評人協會獎       | 2024年1月8日   | 最佳國際電影               | 山崎貴                                 | 獲獎 | [ 35 ]             |
| 西雅圖影評人協會獎       | 2024年1月8日   | 最佳視覺效果               | 山崎貴 澀谷紀世子                      | 獲獎 | [ 35 ]             |
| 西雅圖影評人協會獎       | 2024年1月8日   | 最佳動作設計               | 山崎貴                                 | 提名 | [ 35 ]             |
| 西雅圖影評人協會獎       | 2024年1月8日   | 年度反派                   | 哥吉拉                                 | 獲獎 | [ 35 ]             |
| 聖路易斯影評人協會       | 2023年12月17日 | 最佳視覺效果               | 山崎貴                                 | 提名 | [ 36 ]             |
| 猶他影評人協會           | 2024年1月6日   | 最佳非英語長片             | 《哥吉拉-1.0》                         | 亚军 | [ 37 ]             |
| 猶他影評人協會           | 2024年1月6日   | 最佳視覺效果               | 《哥吉拉-1.0》                         | 獲獎 | [ 37 ]             |
| 夏威夷影評人協會獎       | 2024年1月12日  | 最佳視覺效果               | 《哥吉拉-1.0》                         | 提名 | [ 38 ]             |
| 夏威夷影評人協會獎       | 2024年1月12日  | 最佳恐怖片                 | 《哥吉拉-1.0》                         | 提名 | [ 38 ]             |
| 夏威夷影評人協會獎       | 2024年1月12日  | 最佳科幻片                 | 《哥吉拉-1.0》                         | 獲獎 | [ 38 ]             |
| 夏威夷影評人協會獎       | 2024年1月12日  | 最佳外語片                 | 《哥吉拉-1.0》                         | 提名 | [ 38 ]             |
| 音樂城影評人協會獎       | 2024年1月15日  | 最佳國際電影               | 《哥吉拉-1.0》                         | 獲獎 | [ 39 ]             |
| 音樂城影評人協會獎       | 2024年1月15日  | 最佳動作片                 | 《哥吉拉-1.0》                         | 提名 | [ 39 ]             |
| 芝加哥獨立評論家獎       | 2024年1月20日  | 最佳外語片                 | 《哥吉拉-1.0》                         | 提名 | [ 38 ]             |
| 芝加哥獨立評論家獎       | 2024年1月20日  | 最佳視覺效果               | 山崎貴 澀谷紀世子                      | 獲獎 | [ 38 ]             |
| 在线影评人协会           | 2024年1月22日  | 最佳視覺效果               | 《哥吉拉-1.0》                         | 提名 | [ 40 ]             |
| 在线影评人协会           | 2024年1月22日  | 最佳非英語電影             | 《哥吉拉-1.0》                         | 提名 | [ 40 ]             |
| 堪薩斯城影評人協會       | 2024年1月27日  | 最佳科幻、奇幻或恐怖電影   | 《哥吉拉-1.0》                         | 獲獎 | [ 41 ]             |
| 藍絲帶獎                 | 2024年2月      | 最佳電影                   | 《哥吉拉-1.0》                         | 獲獎 | [ 42 ]             |
| 藍絲帶獎                 | 2024年2月      | 最佳導演                   | 山崎貴                                 | 提名 | [ 42 ]             |
| 藍絲帶獎                 | 2024年2月      | 最佳男主角                 | 神木隆之介                             | 獲獎 | [ 42 ]             |
| 藍絲帶獎                 | 2024年2月      | 最佳女配角                 | 濱邊美波                               | 獲獎 | [ 42 ]             |
| 每日電影獎               | 2024年2月24日  | 優秀賞                     | 《哥吉拉-1.0》                         | 提名 | [ 43 ]             |
| 每日電影獎               | 2024年2月24日  | 最佳導演                   | 山崎貴                                 | 提名 | [ 43 ]             |
| 每日電影獎               | 2024年2月24日  | 最佳配樂                   | 佐藤直紀                               | 提名 | [ 43 ]             |
| 每日電影獎               | 2024年2月24日  | 最佳錄音                   | 竹內康博                               | 提名 | [ 43 ]             |
| 每日電影獎               | 2024年2月24日  | 最佳藝術指導               | 上條安里                               | 獲獎 | [ 43 ]             |
| 每日電影獎               | 2024年2月24日  | 最佳攝影                   | 柴崎幸三                               | 提名 | [ 43 ]             |
| 拉丁裔娛樂記者協會獎     | 2024年2月12日  | 最佳國際電影               | 《哥吉拉-1.0》                         | 提名 | [ 44 ]             |
| 拉丁裔娛樂記者協會獎     | 2024年2月12日  | 最佳視覺效果               | 《哥吉拉-1.0》                         | 提名 | [ 44 ]             |
| 金捲軸獎                 | 2024年3月3日   | 聲音剪輯傑出成就-外語片    | 井上奈津子                             | 提名 | [ 45 ]             |
| 日本電影學院獎           | 2024年3月8日   | 優秀作品賞                 | 《哥吉拉-1.0》                         | 獲獎 | [ 46 ] [ 10 ]      |
| 日本電影學院獎           | 2024年3月8日   | 優秀監督賞                 | 山崎貴                                 | 提名 | [ 46 ] [ 10 ]      |
| 日本電影學院獎           | 2024年3月8日   | 優秀腳本賞                 | 山崎貴                                 | 獲獎 | [ 46 ] [ 10 ]      |
| 日本電影學院獎           | 2024年3月8日   | 優秀主演男優賞             | 神木隆之介                             | 提名 | [ 46 ] [ 10 ]      |
| 日本電影學院獎           | 2024年3月8日   | 優秀主演女優賞             | 濱邊美波                               | 提名 | [ 46 ] [ 10 ]      |
| 日本電影學院獎           | 2024年3月8日   | 優秀助演女優賞             | 安藤櫻                                 | 獲獎 | [ 46 ] [ 10 ]      |
| 日本電影學院獎           | 2024年3月8日   | 優秀攝影賞                 | 柴崎幸三                               | 獲獎 | [ 46 ] [ 10 ]      |
| 日本電影學院獎           | 2024年3月8日   | 優秀照明賞                 | 上田成之                               | 獲獎 | [ 46 ] [ 10 ]      |
| 日本電影學院獎           | 2024年3月8日   | 優秀音樂賞                 | 佐藤直紀                               | 提名 | [ 46 ] [ 10 ]      |
| 日本電影學院獎           | 2024年3月8日   | 優秀美術賞                 | 上條安里                               | 獲獎 | [ 46 ] [ 10 ]      |
| 日本電影學院獎           | 2024年3月8日   | 優秀錄音賞                 | 竹内久史                               | 獲獎 | [ 46 ] [ 10 ]      |
| 日本電影學院獎           | 2024年3月8日   | 優秀剪輯賞                 | 宮島龍治                               | 獲獎 | [ 46 ] [ 10 ]      |
| 第17屆亞洲電影大獎       | 2024年3月10日  | 最佳女配角                 | 濱邊美波                               | 提名 |                    |
| 第17屆亞洲電影大獎       | 2024年3月10日  | 最佳視覺效果               | 山崎貴、澀谷紀世子、高橋正紀、野島達司 | 獲獎 |                    |
| 第17屆亞洲電影大獎       | 2024年3月10日  | 最佳音響                   | 井上奈津子                             | 獲獎 |                    |
| 第96屆奧斯卡金像獎       | 2024年3月10日  | 最佳視覺效果               | 山崎貴、澀谷紀世子、高橋正紀、野島達司 | 獲獎 | [ 6 ] [ 7 ] [ 47 ] |
| 第4屆評論家選擇超級獎    | 2024年4月4日   | 最佳科幻／想像類電影       | 《哥吉拉-1.0》                         | 獲獎 | [ 48 ]             |
| 第4屆評論家選擇超級獎    | 2024年4月4日   | 最佳科幻／想像類電影男主角 | 神木隆之介                             | 提名 | [ 48 ]             |
| 第4屆評論家選擇超級獎    | 2024年4月4日   | 最佳科幻／想像類電影女主角 | 濱邊美波                               | 提名 | [ 48 ]             |
| 第4屆評論家選擇超級獎    | 2024年4月4日   | 最佳電影反派               | 哥吉拉                                 | 獲獎 | [ 48 ]             |

## 外部連結
- 互联网电影数据库（IMDb）上《Awards for Godzilla Minus One》的资料（英文）